# Ted Stevens

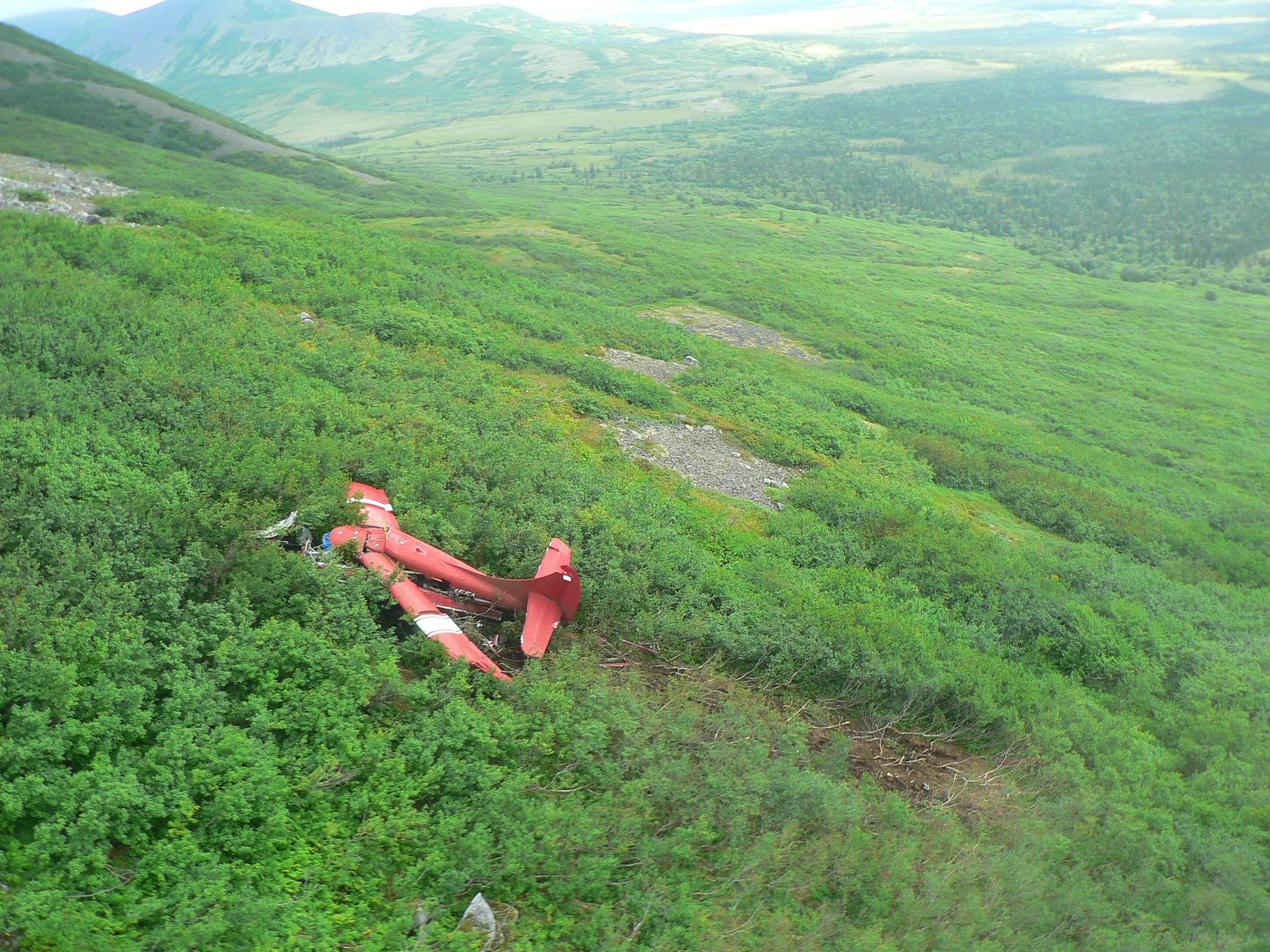
Il relitto del DHC-3T-Turbo-Otter dopo l'incidente nel quale persero la vita Ted Stevens ed altri quattro dei nove passeggeri

Theodore Fulton Stevens, detto Ted (Indianapolis, 18 novembre 1923 – Aleknagik, 9 agosto 2010), è stato un politico statunitense.

## Biografia
Essendo stato eletto per la prima volta al Senato degli Stati Uniti per lo Stato dell'Alaska nel 1968 fino al 2003, è stato il senatore repubblicano con maggiore anzianità e, stante la maggioranza repubblicana, da allora fino al 2007 ha ricoperto l'incarico di Presidente pro tempore del Senato degli Stati Uniti d'America.
Nel 2000 l'Aeroporto Internazionale di Anchorage è stato ribattezzato Ted Stevens Anchorage International Airport in suo onore.
Tra le sue posizioni politiche, si ricorda il supporto all'industria del legname, una posizione favorevole al diritto all'aborto e l'opinione che l'effetto serra sia reale ma non dovuto alle attività umane. È altresì ricordato, soprattutto su Internet, per la sua opposizione alla neutralità di rete: nel tentativo di spiegare la sua posizione politica durante un discorso, coniò la frase «Internet è una serie di tubi», che diede adito a numerose polemiche.
(Ted Stevens)
Nel 2008 Stevens finì sotto inchiesta per vari episodi di corruzione. Secondo un articolo del Los Angeles Times, gran parte del suo patrimonio sarebbe stata di origine illegale.
Ted Stevens, che era sopravvissuto all'incidente aereo del 4 dicembre 1978 presso l'Aeroporto Internazionale di Anchorage nel quale avevano perso la vita cinque persone fra le quali sua moglie Ann Cherrington, è morto in un altro incidente aereo avvenuto il 9 agosto 2010 nei cieli di Aleknagik, cittadina nei pressi di Dillingham in Alaska.
Ted Stevens è stato sepolto nel Cimitero nazionale di Arlington.